# وارنتون (میزوری)
وارنتون (به انگلیسی: Warrenton) یک شهر در ایالات متحده آمریکا است که در شهرستان وارن، میزوری واقع شده‌است. وارنتون ۲۱٫۹۱ کیلومتر مربع مساحت و ۷٬۸۸۰ نفر جمعیت دارد و ۲۵۲ متر بالاتر از سطح دریا قرار دارد.